# Cremna
Genre

Cremna est un genre d'insectes lépidoptères de la famille des Riodinidae qui résident en Amérique du Sud.

## Dénomination
Le nom Cremna leur a été donné par Edward Doubleday en 1847.
Synonyme :

## Liste des espèces
- Cremna actoris (Cramer, [1776]); présent en Guyane, en Guyana, au Surinam et au Brésil.
- Cremna alector (Geyer, 1837); présent en Guyane, en Guyana et au Brésil.
- Cremna calitra Hewitson, 1869; en  Équateur
- Cremna cuyabaensis Talbot, 1928; présent au Brésil et au Pérou.
- Cremna heteroea Bates, 1867; présent au Brésil.
- Cremna thasus (Stoll, [1780]); présent au Mexique, au Costa Rica, à Panama, au Surinam, au Brésil et au Pérou.

### Source
- Cremna sur funet